# Ван Дайкен, Эми
Э́ми Ван Да́йкен (англ. Amy Van Dyken, в замужестве — Руэн (англ. Rouen); 15 февраля 1973) — американская пловчиха, шестикратная олимпийская чемпионка, неоднократная чемпионка и рекордсменка мира. По количеству золотых олимпийских наград среди американских женщин уступает только другой пловчихе Дженни Томпсон (8).

## Ранние годы
Эми родилась 15 февраля 1973 года в Энглвуде, штат Колорадо, США. Ван Дайкен болела астмой в детстве, и по совету доктора стала заниматься плаванием, для развития легких и возможности предотвратить будущие астматические приступы. Вскоре Эми победила на соревнованиях в школе, установив рекорд, и с командой пловцов участвовала в соревнованиях штата Колорадо. В 1992 г. не прошла отбор в американскую сборную. После школы, Эми поступила в университет штата Аризоны, затем перевелась в Университет штата Колорадо, где установила свой первый рекорд (21,77 секунд в заплыве на 50 ярдов вольным стилем) в соревнованиях Национальной студенческой спортивной ассоциации в 1994 году (анг. NCAA - National Collegiate Athletic Association). После этого переехала в Колорадо-Спрингс, где посвятила все своё время подготовке к предстоящим Олимпийским играм 1996 года.

## Летние Олимпийские игры-1996 в Атланте
Именно в Атланте, Ван Дайкен стала первой в истории США спортсменкой, завоевавшей 4 золотые медали на одной Олимпиаде.  Её успехи в плавании принесли ей большое количество различных наград.  Эни входила в 10 женщин года по версии журнала Glamour, вошла в список одной из влиятельных женщин в области спорта. Была на обложке ряда газет и журналов, таких как USA Today, Newsweek, Time, Sports Illustrated.

## Летние Олимпийские игры-2000 в Сиднее
Эми Ван Дайкен продолжила свою спортивную карьеру, несмотря на травму плеча, серию операций и невозможность тренироваться в течение года. На Олимпийских играх в Сиднее Ван Дайкен завоевала две золотые медали в эстафетах: 4×100 м в/с и комбинированной 4×100 м.

## Скандал
В 2003 году Ван Дайкен была вовлечена в громкий скандал по употреблению стероидов. Было установлено, что Эми употребляла тетрагидрогестринон. Однако ни один тест перед Олимпийскими играми 1996 и 2000 годов не дал положительного результата на наличие в крови стероидов. Тем не менее, спортивная карьера Эми Ван Дайкен подошла к концу.

## ДТП в 2014 года
В 2014 году Эми попала в ДТП, в результате которого у неё был повреждён спинной мозг. 10 дней она провела в отделении интенсивной терапии в Скоттсдейле, штат Аризона. После этого Ван Дайкен продолжила реабилитацию в одной из клиник Денвера, которая специализируется на травмах спины.